# Пясъчен замък
Пясъчен замък е вид пясъчна скулптура, която представлява миниатюрна версия на сграда, най-често замък.

## Строителство и материали
Основните строителни материали са пясък и вода, които са в изобилие на плажа, където се строят пясъчните замъци в повечето от случаите. Строенето на пясъчни замъци е обикновено занимание на децата, за забавление, но също така и за възрастни, които правят много по-големи и сложни конструкции. Добри пясъчни скулптури стават от фин, дребен пясък. Пясъкът трябва да е мокър, но не много. Предполага се, че идеалното съотношение е 8 части пясък и една част вода. Основният използван инструмент е лопата, но някои хора предпочитат да използват само ръцете си. Водата е донасяна от морето с помощта на кофи. Понякога се използват дървени трупчета или други укрепително материали, защото когато пясъкът започне да изсъхва, обикновено се получават свлачища.

## Състезания
От 1989 година насам се провежда годишен световен шампионат за пясъчни скулптури в Харисън Хот Спрингс, Канада. Най-високият пясъчен замък е построен за 10 дни през 2007 година в Южна Каролина и е 15.1 метра.